# Gunther Gebel-Williams
Gunther Gebel-Williams (ur. 12 września 1934 w Świdnicy, zm. 19 lipca 2001 w Venice, stan Floryda) – amerykański artysta cyrkowy, pochodzenia niemieckiego, treser zwierząt.

## Życiorys
Pierwsze lata życia spędził w Świdnicy (wówczas Schweidnitz). W czasie wojny ojciec Gunthera walczył na froncie wschodnim, gdzie zaginął. Po zakończeniu wojny, kiedy Świdnica weszła w skład państwa polskiego, Gunther wraz ze swoją matką wyemigrował do Niemiec. W 1947 wspólnie z matką zaczął występy w cyrku. Przyjął wtedy pseudonim Williams i zajął się tresurą zwierząt.
Stał się sławny po wyjeździe do Stanów Zjednoczonych, gdzie prezentował swoje umiejętności w popularnych programach telewizyjnych - The Ed Sullivan Show i The Tonight Show Starring Johnny Carson. W cyrku Ringling Bros. and Barnum & Bailey występował jako treser słoni i tygrysów. Po przejściu na emeryturę w 1990 działał w ruchu na rzecz ochrony zwierząt cyrkowych. Zmarł na chorobę nowotworową.
W 1968 poślubił Sigrid Neubauer z którą miał dwoje dzieci. Jego syn Mark Oliver Gebel kontynuował tradycje rodzinne, występując w cyrku jako treser zwierząt. 
W 1991 ukazały się wspomnienia artysty (Untamed: The Autobiography of the Circus's Greatest Animal Trainer).